# Kjalar-nes

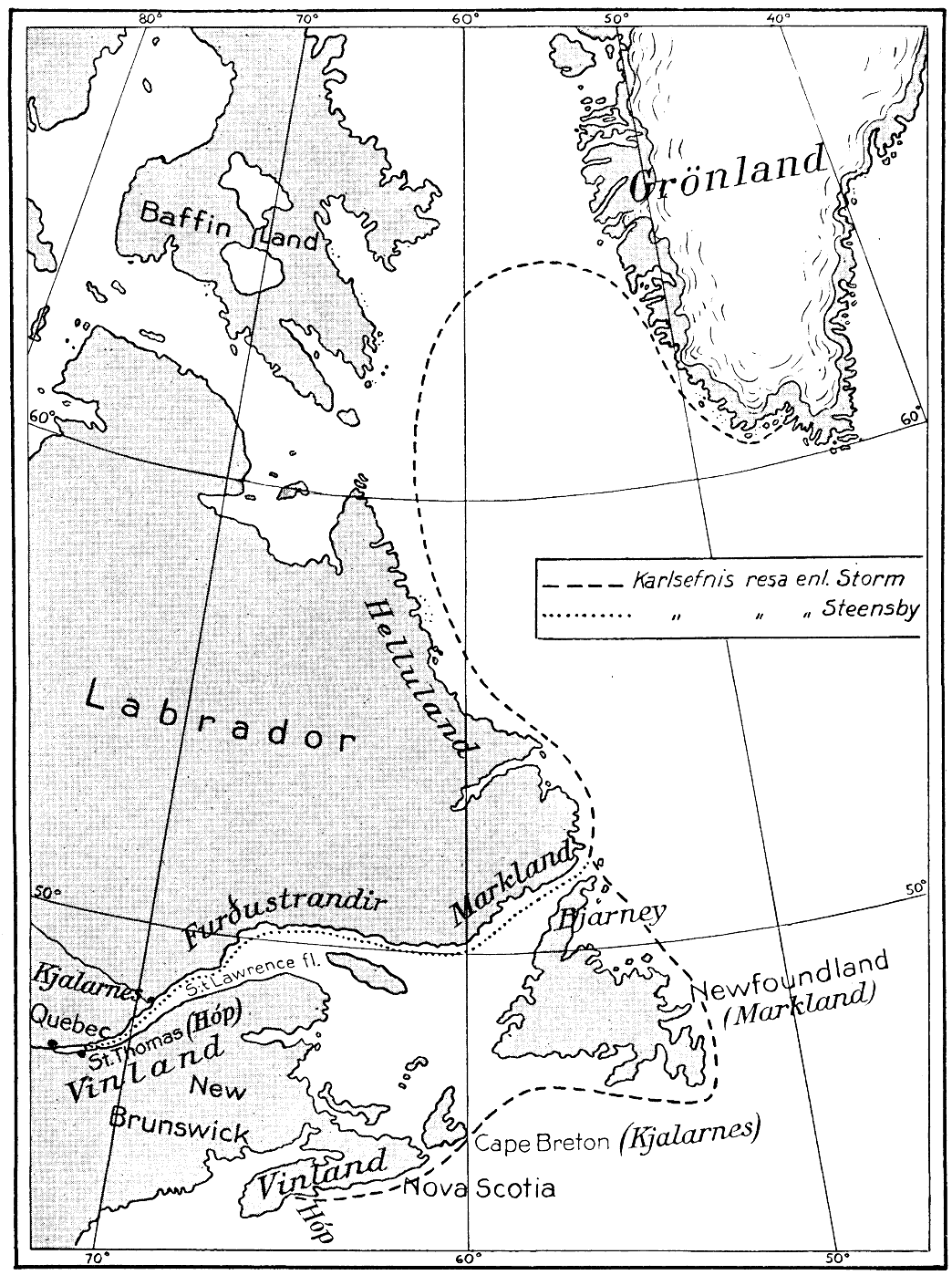
Hypothetical map of Vinland, Markland and Helluland (Nordisk familjebok. 1921)

Kjalar-nes ist ein Ort, der in der Erikssaga, Eiríks saga rauða, mehrfach Erwähnung findet. Es scheint sich um eine Landmarke der Nordmänner bei einer ihrer, in dieser Saga geschilderten, Vinlandfahrten gehandelt zu haben. Kjalar bedeutet so viel wie Schiffskiel. In der Übersetzung der Eiríks saga rauða ins Englische durch J. Sephton wird dieser Ort mit Kjalar-ness übersetzt. Ness lässt sich aus dem Englischen mit Vorgebirge übersetzen. Der Name bedeutet also so viel wie Kiel-Vorgebirge.
Der Ort erhält seinen Namen, als die Nordmannen an ihm einen Schiffskiel finden, der wohl von einem gestrandeten Schiff herrührt ( Kapitel 8,4. Absatz: ). Ein Zusammenhang mit den von Leif Erikson, bei seiner Fahrt, geretteten Schiffbrüchigen scheint nicht zu bestehen.
Einen „Schiffskiel“ auf einer Halbinsel als gut erkennbare Landmarke zu bezeichnen hat im Übrigen bei den grönländisch/isländischen Seefahrern Tradition. Der Ort und Halbinsel Kjalarnes bei Reykjavík erfüllt dieselbe Funktion aus seemännischer Sicht. Eine quer über der Halbinsel Kjalarnes laufende hohe Tuffsteinformation bildet hier eine Landmarke im Faxaflói. Auch ein Stadtteil Reykjavíks auf der linken Halbinsel hat den Namen Kjalarnes. Eine solche Landmarke in Vinland, also im Sankt-Lorenz-Golf, bildet am Ende der Gaspésie-Halbinsel die gewaltige Kalksteinlandzunge Rocher Percé. Diese bei der heutigen Ortschaft Percé gelegene Markung war in den letzten Jahrhunderten ein wichtiger Zwischenstopp vor der Einsegelung in den St. Lorenzstrom. Der „durchbohrte Felsen“ Rock Perce erhielt seinen Namen von dem berühmten französischen Entdecker Jacques Cartier.

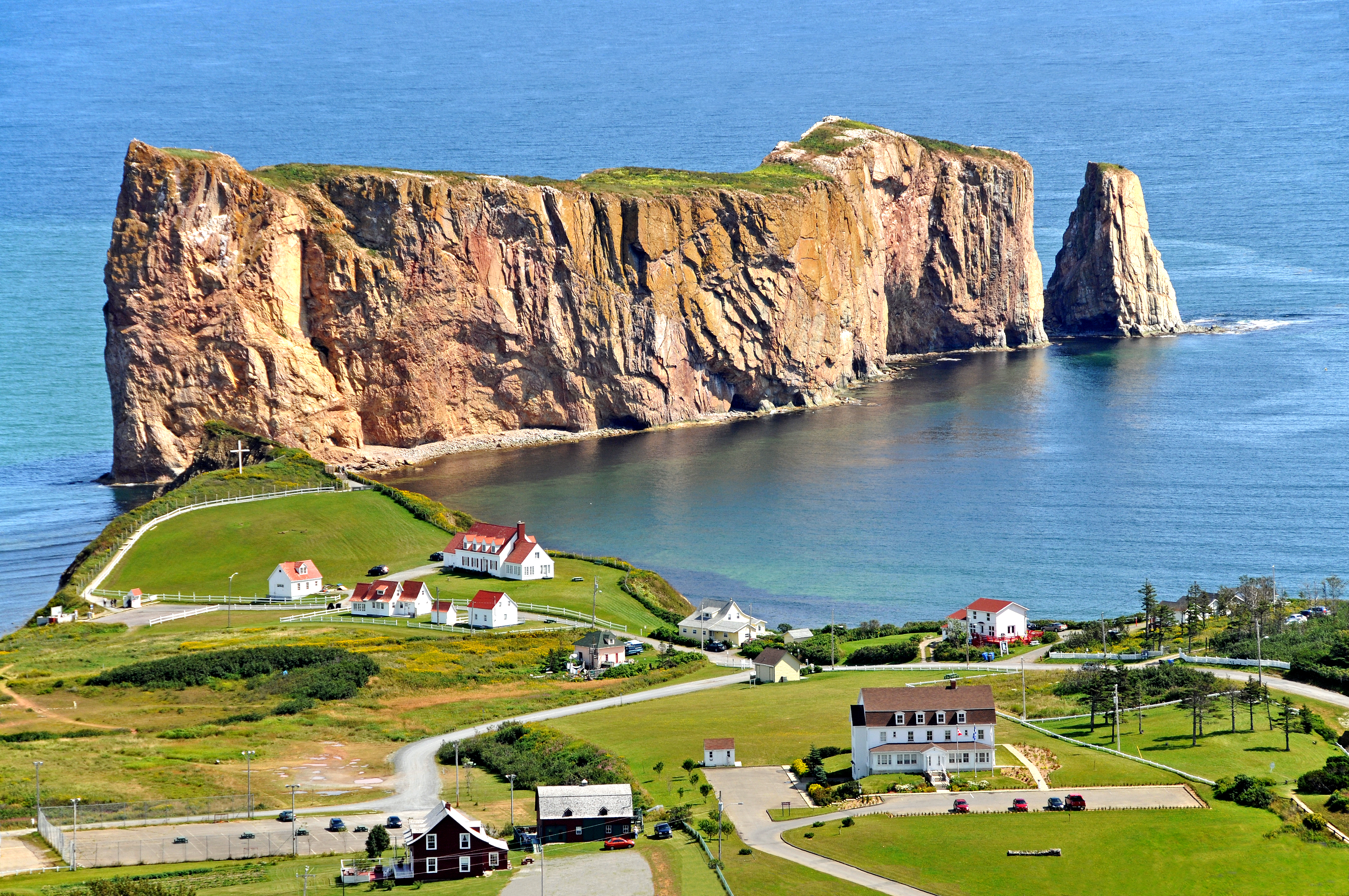
Der Schiffskiel „Kjalarnes“ vor dem Ort Percé im Sankt-Lorenz-Golf

Eine solche markante Formation, zumal zentral in „Vinland“ sprich Sankt-Lorenz-Golf gelegen, dürfte auch den grönländischen Wikingern kaum als Segelprofis entgangen sein. Die Bucht von Percé mit den seichten geschützten Sandstrand bietet einen optimalen Hafen mit Wiese und Süßwasser für Mensch und Tier. Und zur Nahrungsergänzung ist die gegenüberliegende Vogelinsel Île Bonaventure, mit Amerikas größter Basstölpelkolonie, geradezu ideal. Dieses wird auch in der Eriksaga von den Nordmännern so beschrieben.
Kjalar-nes liegt vor oder zwischen den Furdustränden.
Er findet im 9. Kapitel, 1. Absatz, der Erikssaga erneut Erwähnung:
When summer was at hand they discussed about their journey, and made an arrangement. Thorhall the Sportsman wished to proceed northwards along Furdustrandir, and off Kjalarnes, and so seek Vinland; but Karlsefni desired to proceed southwards along the land and away from the east, because the land appeared to him the better the further south he went, and he thought it also more advisable to explore in both directions. Then did Thorhall make ready for his journey out by the islands, and there volunteered for the expedition with him not more than nine men; but with Karlsefni there went the remainder of the company, (…) 
Hiernach will Thorhall, offenbar einer der Hauptleute der Gruppe, mit seiner Mannschaft beziehungsweise den mit ihm ziehenden Männern, von Straumsfjordr aus nordwärts entlang der Furdustrände segeln, um von Kjalar-nes aus Vinland zu suchen.
Später im 13. Kapitel, nachdem die Ansiedlung in Hóp für fehlgeschlagen angesehen wird, fährt Karlsefni ebenfalls von Straumsfjordr aus nordwärts nach Kjalar-nes, um Thorhall zu suchen. Von dort fahren sie westwärts, woraufhin sie an ihrer Backbordseite Land entdecken, das aber wüst, also trostlos, wirkt. Dennoch fahren sie eine lange Zeit an diesem Land entlang und finden einen Fluss vor, der von Ost nach West fließt. Im Folgenden wird die Erzählung sehr fabelreich; so treffen sie etwa auf einen Einfüßer, einem menschenähnlichen Wesen mit nur einem Fuß (siehe Skiapoden).
Da die einzigen größeren Landmassen, die aufgrund der Beschreibung in Betracht zu ziehen wären, Anticosti oder Neufundland sind, spricht dies dafür, die Örtlichkeiten Kjalar-nes, Furdustrandir und Straumsfjordr an der Festlandküste Kanadas in der Provinz Quebec zu verorten.